# Tabriz Shahrdari Team/Saison 2016
Dieser Artikel listet Erfolge und Fahrer des Radsportteams Tabriz Shahrdari Team in der Saison 2016 auf.

## Erfolge in der UCI Asia Tour
In den Rennen der Saison 2016 der UCI Asia Tour gelangen die nachstehenden Erfolge.
| Datum       | Rennen                     | Kat. | Fahrer              |
| ----------- | -------------------------- | ---- | ------------------- |
| 16. Mai     | 4. Etappe Tour of Iran     | 2.1  | Mirsamad Pourseyedi |
| 17. Mai     | 5. Etappe Tour of Iran     | 2.1  | Ghader Mizbani      |
| 13.–18. Mai | Gesamtwertung Tour of Iran | 2.1  | Mirsamad Pourseyedi |

## Erfolge bei den Nationalen Straßen-Radsportmeisterschaften
In den Rennen zu den Nationalen Straßen-Radsportmeisterschaften 2016 gelangen die nachstehenden Erfolge.
| Datum  | Rennen                                  | Sieger        |
| ------ | --------------------------------------- | ------------- |
| 9. Mai | Iranische Meisterschaft – Straßenrennen | Mahdi Sohrabi |

## Abgänge – Zugänge
| Zugänge                          | Team 2015                 | Abgänge              | Team 2016                     |
| -------------------------------- | ------------------------- | -------------------- | ----------------------------- |
| Ghader Mizbani                   | Tabriz Petrochemical Team | Alireza Asgharzadeh  | Tabriz Petrochemical CCN Team |
| Mirsamad Pourseyedi              | Tabriz Petrochemical Team | Hossein Jahanbanian  | RTS-Monton Racing             |
| Mahdi Sohrabi                    | Tabriz Petrochemical Team | Khalil Khorshid      | RTS-Monton Racing             |
| Ahad Kazemi                      | Tabriz Petrochemical Team | Mohammad Reza Eimani | Tabriz Petrochemical CCN Team |
| Vahid Ghaffari (ab 1. Juli)      | Tabriz Petrochemical Team | Ali Ashkbous         | Team Lvshan Landscape         |
| Behnam Maleki                    | Tabriz Petrochemical Team | Maik Robert Cioni    | Tabriz Petrochemical CCN Team |
| Alireza Haghi (ab 1. Juli)       |                           | Mohammad Miri        | Unbekannt                     |
| Morteza Lofti                    |                           | Mousa Mostafavi      | Unbekannt                     |
| Navid Nouri                      |                           |                      |                               |
| Morteza Jafarzadeh (ab 22. Juli) |                           |                      |                               |
| Reza Nikpanahsouz                |                           |                      |                               |
| Milad Dabbaghkari (ab 22. Juli)  |                           |                      |                               |
| Bahram Najafi                    |                           |                      |                               |
| Bahnam Mirzaei                   |                           |                      |                               |

## Mannschaft
| Name                | Geburtstag         | Nationalität |
| ------------------- | ------------------ | ------------ |
| Milad Dabbaghkari   | 22. April 1994     | Iran         |
| Vahid Ghaffari      | 7. Oktober 1988    | Iran         |
| Alireza Haghi       | 8. Februar 1979    | Iran         |
| Morteza Jafarzadeh  | ???                | Iran         |
| Ahad Kazemi         | 21. Mai 1975       | Iran         |
| Morteza Lofti       | 6. Mai 1996        | Iran         |
| Behnam Maleki       | 2. Dezember 1992   | Iran         |
| Bahnam Mirzaei      | 29. Januar 1992    | Iran         |
| Ghader Mizbani      | 6. Dezember 1975   | Iran         |
| Bahram Najafi       | 9. Juni 1997       | Iran         |
| Reza Nikpanahsouz   | 25. Januar 1991    | Iran         |
| Navid Nouri         | 7. Dezember 1992   | Iran         |
| Mirsamad Pourseyedi | 15. Oktober 1985   | Iran         |
| Saeid Safarzadeh    | 21. September 1985 | Iran         |
| Mahdi Sohrabi       | 12. Oktober 1981   | Iran         |